# Gaylord (Míchigan)
Gaylord es una ciudad ubicada en el condado de Otsego en el estado estadounidense de Míchigan. Es sede del condado de Otsego. En el Censo de 2010 tenía una población de 3645 habitantes y una densidad poblacional de 291,44 personas por km².

## Geografía
Gaylord se encuentra ubicada en las coordenadas 45°1′16″N 84°40′47″O / 45.02111, -84.67972. Según la Oficina del Censo de los Estados Unidos, Gaylord tiene una superficie total de 12.51 km², de la cual 12.44 km² corresponden a tierra firme y (0.52%) 0.06 km² es agua.

## Demografía
Según el censo de 2010, había 3645 personas residiendo en Gaylord. La densidad de población era de 291,44 hab./km². De los 3645 habitantes, Gaylord estaba compuesto por el 94.79% blancos, el 0.91% eran afroamericanos, el 0.77% eran amerindios, el 0.96% eran asiáticos, el 0% eran isleños del Pacífico, el 0.25% eran de otras razas y el 2.33% pertenecían a dos o más razas. Del total de la población el 1.81% eran hispanos o latinos de cualquier raza.